# Doble (Automarke)

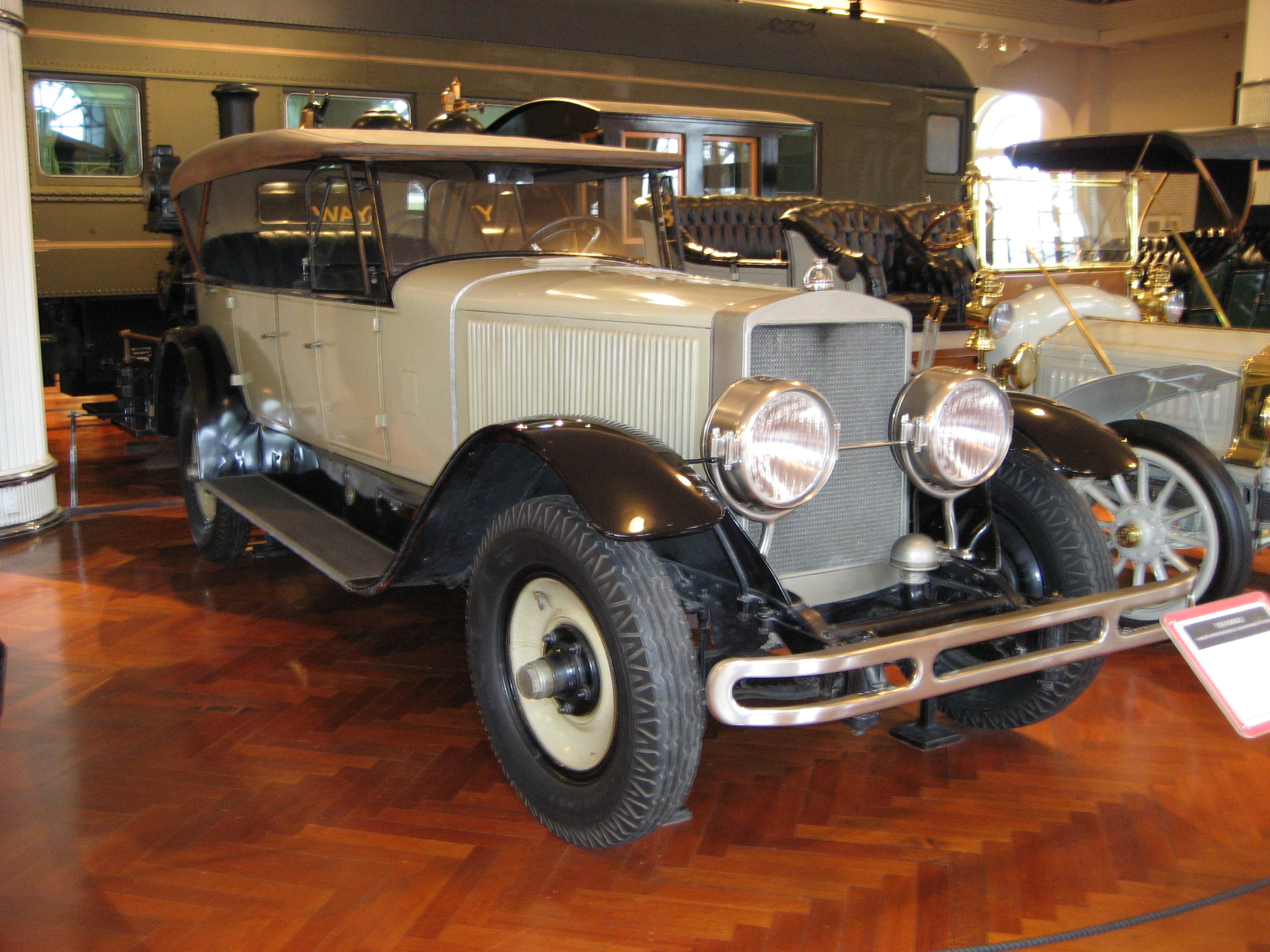
Doble Series E von 1924

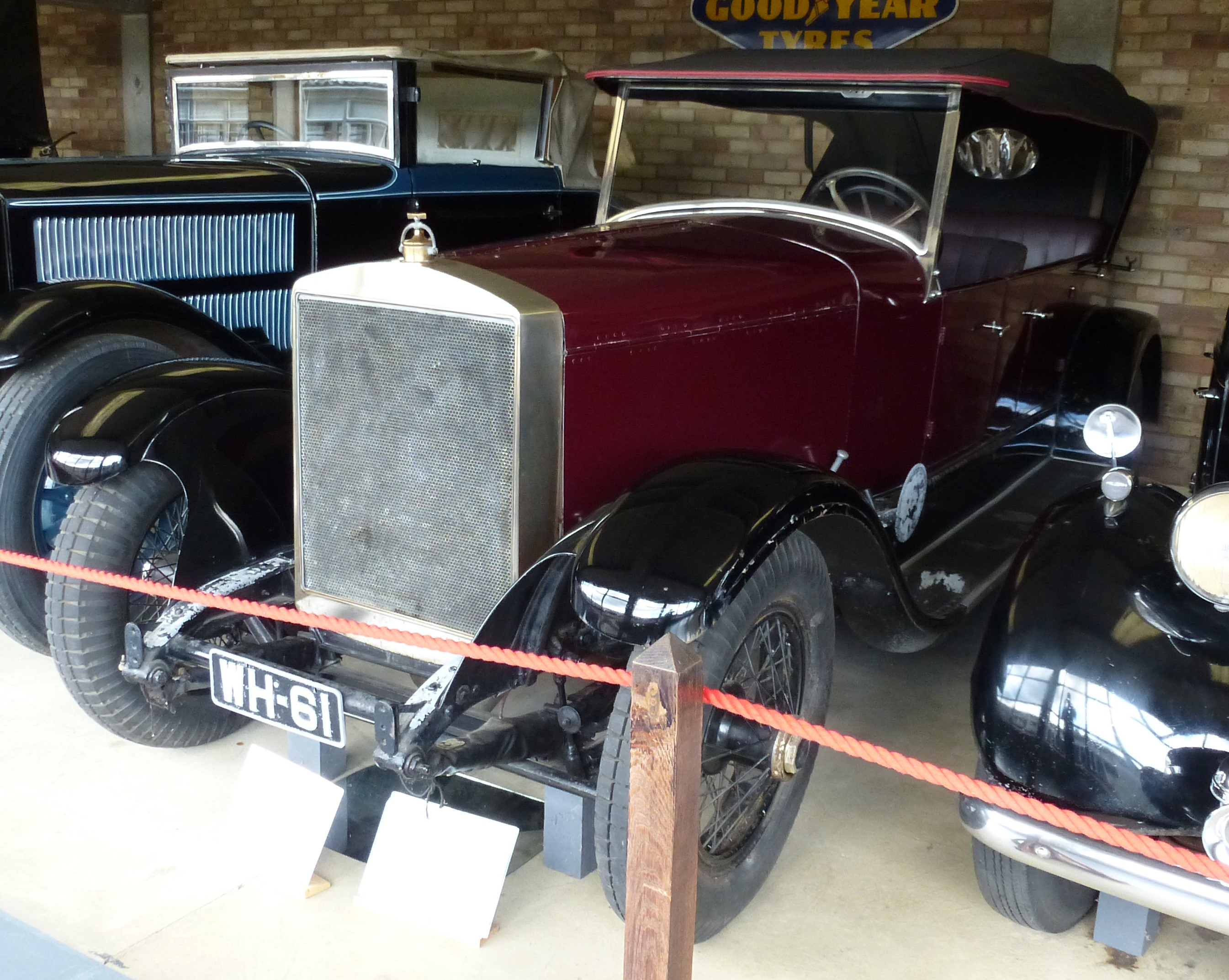
Doble E 10 von 1924

Doble war eine US-amerikanische Automarke.

## Markengeschichte
Abner Doble (1895–1961) hatte bereits 1910 einen Dampfwagen gebaut. Ab 1910 war er am Massachusetts Institute of Technology. Dort stellte er ab 1914 fünf Fahrzeuge her, von denen er vier verkaufte. Der Markenname lautete Doble. Erst im Oktober 1914 gründete er die Abner Doble Motor Vehicle Company in Waltham in Massachusetts. Hier entstand bis 1915 nur ein Prototyp. Unterfinanzierung wird als Grund für den Misserfolg angegeben.
1916 traf Doble auf C. L. Lewis, der mit seiner Consolidated Car Company den Abbott-Detroit herstellte. Doble gründete die General Engineering Company in Detroit in Michigan. Lewis unterstützte ihn dabei. Ein neues Fahrzeug wurde auf der New York Automobile Show präsentiert und erhielt großen Zuspruch. Das Unternehmen erhielt 50.000 Anfragen von Personen, die Teilhaber oder Händler werden wollten. Innerhalb von drei Monaten gingen 11.000 Bestellungen ein. Kurz nach Beginn der Serienproduktion sorgte die kriegsbedingte Beschränkung von Rohstoffen, insbesondere Stahl, für enorme Probleme. Die Fahrzeuge wurden inoffiziell GEC Doble genannt.
1917 folgte die Umfirmierung in Doble-Detroit Steam Motors Company. Der inoffizielle Markenname Doble-Detroit ist nun überliefert. 1918 endete die Produktion in Detroit. Schätzungen der Produktionszahl belaufen sich auf drei bis zweihundert. Doble verkaufte 1919 die Fertigungsrechte an Amalgamated in Chicago.
1920 gründete er die Doble Steam Motors Corporation in San Francisco in Kalifornien. Seine Brüder John und Warren waren ebenfalls daran beteiligt. 1922 entstand ein Doble-Simplex genannter Prototyp auf einem Fahrgestell von der Jordan Motor Car Company. 1923 wurde ein Werk in Emeryville in Kalifornien bezogen. Die jährliche Produktionskapazität war mit 300 Fahrzeugen angegeben. Die Verkäufe der Luxusautos liefen allerdings schleppend. Die Weltwirtschaftskrise kam dazu. Im April 1931 folgte die Liquidation. In Kalifornien wurden etwa 45 Fahrzeuge hergestellt.

## Fahrzeuge
Im Angebot standen ausschließlich Dampfwagen. Das Model A von 1914 hatte einen Dampfmotor mit zwei Zylindern und 25 PS Leistung. Der Radstand betrug 338 cm. Als Aufbauten sind Tourenwagen und Roadster überliefert.
Das Model B von 1915 blieb ein Prototyp.
Von 1916 bis 1917 gab es das Model C. Es hatte weiterhin einen Zweizylindermotor. Das Fahrgestell hatte 325 cm Radstand. Zur Wahl standen ein siebensitziger Tourenwagen, ein zweisitziger Roadster, ein fünfsitziges Town Car und ein viersitziges Roadster-Coupé.
Für das Modell von 1918 ist kein Name bekannt. Der Radstand war auf 343 cm verlängert worden. Lieferbar war nur ein siebensitziger Tourenwagen.
1920 gab es das Model D mit Zweizylindermotor als Tourenwagen mit sieben Sitzen.
Der Series E stand von 1923 bis 1931 im Sortiment. Der Vierzylindermotor leistete 75 PS. Der Radstand betrug 361 cm. Erhältlich waren fünf- und siebensitziger Phaeton, fünfsitziger Phaeton in Luxusausführung, fünf- und siebensitzige Limousine, fünfsitziger Vestibule Sedan, dreisitziger Runabout und ein dreisitziger Runabout in Luxusausführung. Bekannt sind mehrere Ausführungen als E-11 und E-18. Von der Series E entstanden laut einer Quelle zwölf Fahrzeuge.
Series F folgte und verkaufte sich noch schlechter.

## Modellübersicht
| Jahr      | Modell   | Zylinder | Leistung (PS) | Radstand (cm) | Aufbau |
| --------- | -------- | -------- | ------------- | ------------- | --- |
| 1914      | Model A  | 2        | 25            | 338           | Tourenwagen, Roadster |
| 1915      | Model B  |          |               |               | |
| 1916–1917 | Model C  | 2        |               | 325           | Tourenwagen 7-sitzig, Roadster 2-sitzig, Town Car 5-sitzig, Roadster-Coupé 4-sitzig                                                                                  |
| 1918      |          | 2        |               | 343           | Tourenwagen 7-sitzig |
| 1920      | Model D  | 2        |               |               | Tourenwagen 7-sitzig |
| 1923–1931 | Series E | 4        | 75            | 361           | Phaeton 5-sitzig und 7-sitzig, Phaeton De Luxe 5-sitzig, Limousine 5-sitzig und 7-sitzig, Vestibule Limousine 5-sitzig, Runabout 3-sitzig, Runabout De Luxe 3-sitzig |